# 500 Milhas de Indianápolis de 1966
Resultados das 500 Milhas de Indianápolis de 1966, no circuito de Indianapolis na segunda-feira, 30 de Maio de 1966.
| Pos final | Pos inicial | N.º | Nome            | Qual    | Rank | Voltas | Led | Posição         |
| --------- | ----------- | --- | --------------- | ------- | ---- | ------ | --- | --------------- |
| 1         | 15          | 24  | Graham Hill     | 159.243 | 23   | 200    | 10  | Corrida         |
| 2         | 2           | 19  | Jim Clark       | 164.114 | 2    | 200    | 66  | Corrida         |
| 3         | 7           | 3   | Jim McElreath   | 160.908 | 9    | 200    | 0   | Corrida         |
| 4         | 6           | 72  | Gordon Johncock | 161.059 | 8    | 200    | 0   | Corrida         |
| 5         | 17          | 94  | Mel Kenyon      | 158.555 | 32   | 198    | 0   |                 |
| 6         | 11          | 43  | Jackie Stewart  | 159.972 | 14   | 190    | 40  | Pressão de Oleo |
| 7         | 29          | 54  | Eddie Johnson   | 158.898 | 28   | 175    | 0   |                 |
| 8         | 28          | 11  | Bobby Unser     | 159.109 | 27   | 171    | 0   |                 |
| 9         | 20          | 6   | Joe Leonard     | 159.560 | 17   | 170    | 0   |                 |
| 10        | 10          | 88  | Jerry Grant     | 160.335 | 13   | 167    | 0   |                 |
| 11        | 5           | 14  | Lloyd Ruby      | 162.433 | 5    | 166    | 68  | Cam Stud        |
| 12        | 23          | 18  | Al Unser        | 162.372 | 6    | 161    | 0   | Choque T4       |
| 13        | 21          | 8   | Roger McCluskey | 159.271 | 22   | 129    | 0   | Oleo            |
| 14        | 4           | 98  | Parnelli Jones  | 162.484 | 4    | 87     | 0   | Wheel           |
| 15        | 13          | 26  | Rodger Ward     | 159.468 | 19   | 74     | 0   |                 |
| 16        | 25          | 77  | Carl Williams   | 159.645 | 16   | 0      | 0   | Válvulas        |
| 17        | 22          | 56  | Jim Hurtubise   | 159.208 | 24   | 29     | 0   |                 |
| 22        | 14          | 28  | Johnny Boyd     | 159.384 | 21   | 5      | 0   | Choque T1       |
| 23        | 9           | 4   | Don Branson     | 160.385 | 12   | 0      | 0   | Choque FS       |
| 24        | 12          | 27  | Billy Foster    | 159.490 | 18   | 0      | 0   | Choque FS       |
| 25        | 16          | 53  | Gary Congdon    | 158.688 | 29   | 0      | 0   | Choque FS       |
| 26        | 18          | 2   | A.J. Foyt       | 161.355 | 7    | 0      | 0   | Choque FS       |
| 27        | 19          | 31  | Dan Gurney      | 160.499 | 11   | 0      | 0   | Choque FS       |
| 28        | 24          | 66  | Cale Yarborough | 159.794 | 15   | 0      | 0   | Choque FS       |
| 29        | 26          | 37  | Arnie Knepper   | 159.440 | 20   | 0      | 0   | Choque FS       |
| 30        | 30          | 75  | Al Miller       | 158.681 | 30   | 0      | 0   | Choque FS       |
| 31        | 31          | 39  | Bobby Grim      | 158.367 | 33   | 0      | 0   | Choque FS       |
| 32        | 32          | 34  | Larry Dickson   | 159.144 | 25   | 0      | 0   | Choque FS       |
| 33        | 33          | 96  | Ronnie Duman    | 158.646 | 31   | 0      | 0   | Choque FS       |